# Mail François-Mitterrand
Le mail François Mitterrand est une voie de communication située à Rennes, en Bretagne.

## Situation et accès
Le mail François Mitterrand est situé dans le quartier Bourg-l'Évesque, à l'ouest du centre-ville. Il démarre du pont de la Mission, qui fait la jonction avec la Place de Bretagne et se termine 800 m au sud-ouest, à l'intersection avec la rue Louis-Guilloux. À son extrémité ouest y convergent l'Ille et la Vilaine, dans un espace de verdure baptisé le jardin de la Confluence. C’est le centre géographique du département d’Ille-et-Vilaine.
Le mail est principalement aménagé comme une vaste promenade arborée où sont implantés des infrastructures de street workout, des terrasses de café, des bancs, etc. Une voie de circulation à double sens est présente sur la partie sud.

## Origine du nom
Le nom de mail provient du jeu de mail. Auparavant nommé mail des Champs-Élysées, il est renommé en 1996, en hommage à François Mitterrand, (1916-1996) ancien président de la République française.

## Historique

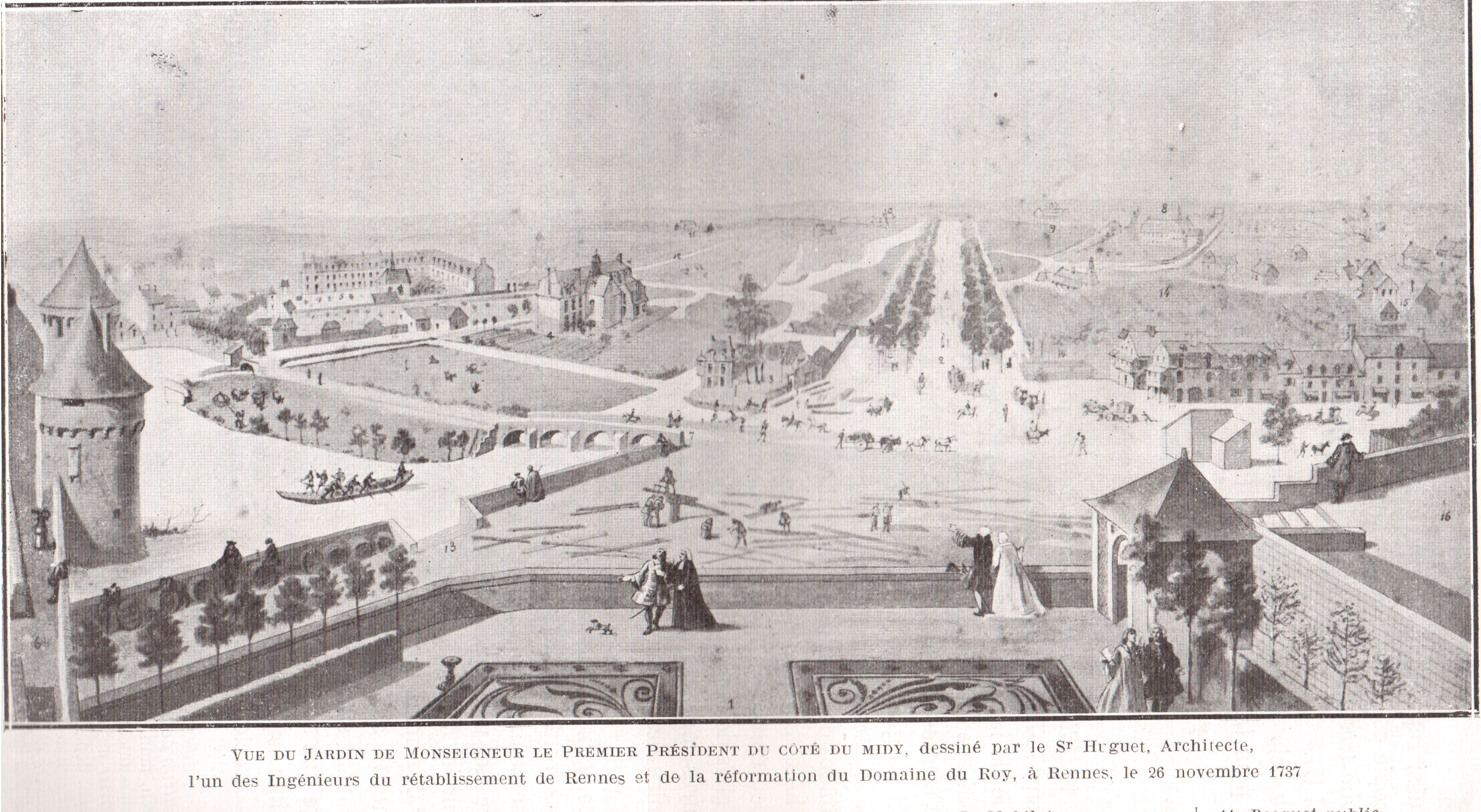
Promenade du Mail en 1737

En 1675, les premiers aménagements du mail apparaissent, avec une longue voie bordée d'arbres et baptisée « mail des Champs-Elysées », en référence au jeu de mail,.
En 1840, la promenade est remplacée par un axe de circulation, départ de la route de Rennes vers Brest. Vingt ans plus tard, les canaux qui bordaient jusque là le mail sont comblés pour ajouter deux nouvelles voies de circulation,.

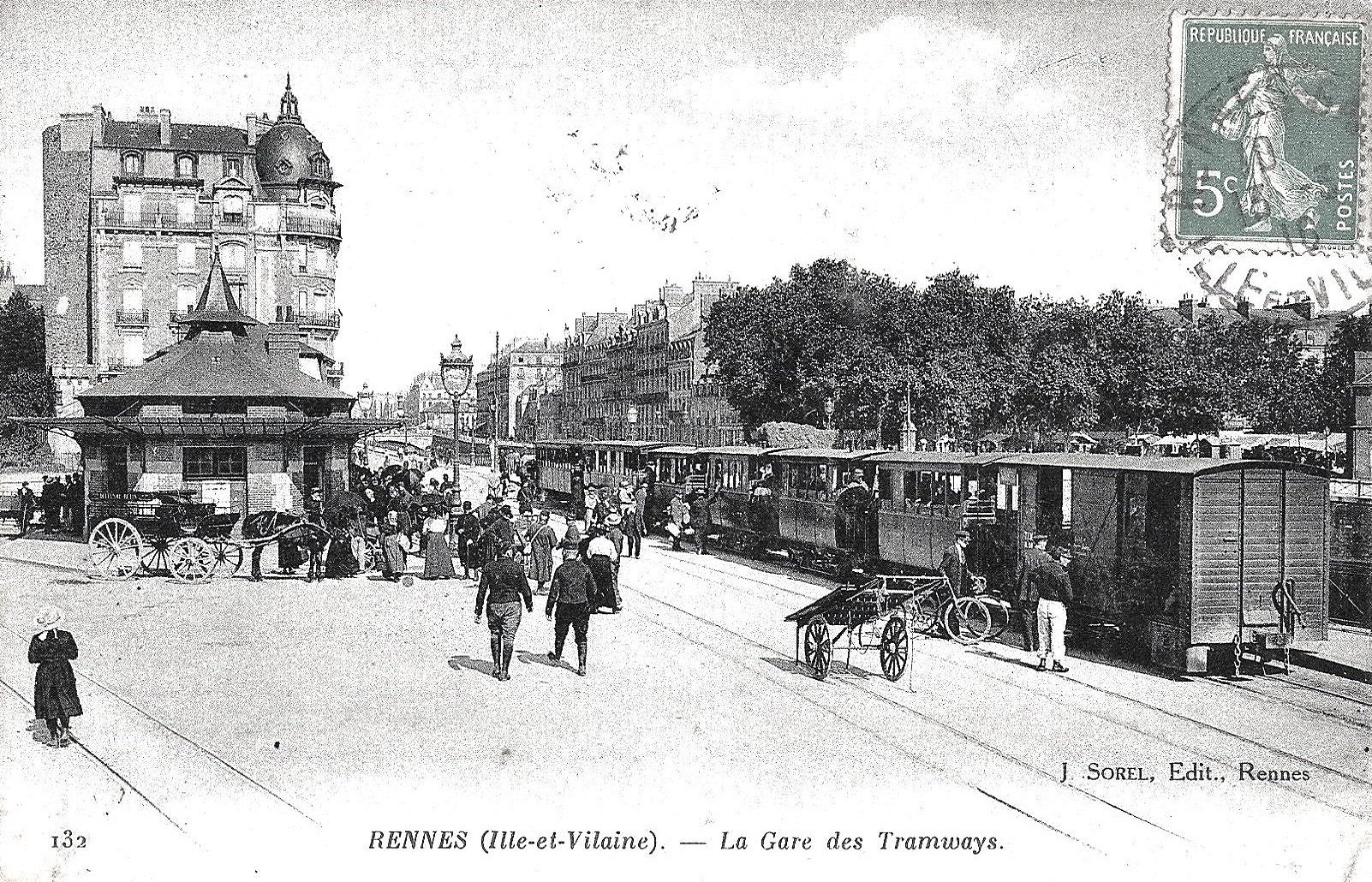
L'ancienne gare du Mail.

En 1909, une importante gare des tramways d'Ille-et-Vilaine, est construite à l'est du mail. La gare du Mail est à l'origine d'une liaison qui desservait notamment Liffré et Fougères. La gare est démolie en 2009,. 
En 2015, le mail est profondément rénové : le parking occupant la majorité de l'espace est supprimé et une rambla piétonne de 50 m de large est aménagée, avec des jeux pour enfants, des infrastructures de street workout et des terrasses de café élargies,.
De nouveaux aménagement sont prévus en 2024, avec une nouvelle aire de jeu et des espaces végétalisés, afin d'adapter le lieu au réchauffement climatique.

## Bâtiments remarquables et lieux de mémoire
- No 1 : Cap Mail, immeuble de logement de grand standing dessiné par les Ateliers Jean Nouvel[8].
- Jardin de la Confluence.
- Maison de l'entrepreneur Novello, 54 avenue du Mail